# Nero Wolfe Award
Der Nero Wolfe Award (kurz: Nero Award) ist ein US-Literaturpreis für Kriminalliteratur, der jährlich vergeben wird. Namensgeber des Preises ist eine Romanfigur des amerikanischen Schriftstellers Rex Stout. Er schuf mit seinem Privatdetektiv Nero Wolfe in 33 Romanen und 41 Erzählungen eine berühmte Serien- und Kultfigur der Krimigeschichte. Sogar an dem „Roman-Wohnsitz“ von Nero Wolfe (454 West, 35th Street, New York, NY 10001) wurde von der Stadt New York und der Nero Wolfe Society eine Bronzetafel angebracht, die an Rex Stout und seinen eigenwilligen Detektiv erinnern soll. Gemeinsam mit dessen Assistenten Archie Goodwin, der die Erlebnisse in den Romanen in Ich-Form wiedergibt, hat er eine weltweit große Fangemeinde geschaffen.
Der eigentliche Preis, eine Phantasie-Büste des Detektivs Nero Wolfe, wird seit 1979 von der New Yorker Nero Wolfe Society (Spitzname: „The Wolfe Pack“) auf einem besonderen Event, dem „Black Orchid Banquet“, vergeben.
Neben dem Nero Award verleiht die Gesellschaft seit 2005 eine weitere Auszeichnung für das Lebenswerk (Lifetime Achievement Award) von Krimi-Autoren: Den Archie Goodwin Award, der unregelmäßig vergeben wird und nach Wolfe’s Assistenten benannt ist. Erstmals 2007 vergab die Nero Wolfe Society eine Auszeichnung für das beste, bisher unveröffentlichte Erstlingswerk einer Autorin oder eines Autors, den Black Orchid Award (auch Black Orchid Novella Award bezeichnet) – in Anlehnung an Rex Stouts 1942 erschienenen Roman Black Orchids. Der Jury vorgelegte Werke sollen sich dabei in der Tradition der Novellas von Rex Stout bewegen. Die Auswahl bei dieser Preisverleihung erfolgt „blind“, d. h. der Jury werden nur namentlich nicht gekennzeichnete Manuskripte vorgelegt. Erst nach der Jury-Entscheidung wird der Name des Preisträgers bekannt gegeben. Eine Veröffentlichung der Gewinner-Story erfolgt im Alfred Hitchcock Mystery Magazine.

## Kategorien
| Kategorie                               | Originalbezeichnung                               | verliehen seit |
| --------------------------------------- | ------------------------------------------------- | -------------- |
| Bester Roman                            | Nero Wolfe Award                                  | 1979           |
| Auszeichnung für das Lebenswerk         | Archie Goodwin Award – Lifetime Achievement Award | 2005           |
| Bestes unveröffentlichtes Erstlingswerk | Black Orchid Award                                | 2007           |

## Preisträger

### Bester Roman – Nero Wolfe Award
(1988, 1989 und 1990 wurde keine Auszeichnung verliehen)
| Jahr | Preisträger           | Originaltitel Verlag, Ort Jahr                                     | Deutscher Titel Verlag, Ort Jahr                                     |
| ---- | --------------------- | ------------------------------------------------------------------ | -------------------------------------------------------------------- |
| 1979 | Lawrence Block        | The Burglar Who Liked to Quote Kipling Random House, New York 1979 | Wer immer klaut, dem glaubt man nicht Scherz, Bern u. a. 1983        |
| 1980 | Helen McCloy          | Burn This Dodd, Mead & Co., New York 1980                          |                                                                      |
| 1981 | Amanda Cross          | Death in a Tenured Position Dutton, New York 1981                  | Die Tote von Harvard Eichborn, Frankfurt 1991                        |
| 1982 | Hugh Pentecost        | Past, Present and Murder Dodd, Mead & Co., New York 1982           |                                                                      |
| 1983 | Martha Grimes         | The Anodyne Necklace Little, Brown & Co., Boston 1983              | Inspektor Jury sucht den Kennington-Smaragd Wunderlich, Reinbek 1988 |
| 1984 | Jane Langton          | Emily Dickinson is Dead St. Martin's Press, New York 1984          |                                                                      |
| 1985 | Dick Lochte           | Sleeping Dog Arbor House Pub Co, New York 1985                     | Schlafende Hunde Bastei Lübbe, Bergisch Gladbach 1990                |
| 1986 | Robert Goldsborough   | Murder in E Minor Bantam Books, New York 1986                      | Mord in e-Moll Goldmann, München 1987                                |
| 1987 | Charlotte MacLeod     | The Corpse in Oozak’s Pond Collins Crime Club, London 1986         | Stille Teiche gründen tief DuMont, Köln 1994                         |
| 1991 | Tony Hillerman        | Coyote Waits Harper & Row, New York 1990                           | Der Kojote wartet Goldmann, München 1992                             |
| 1992 | Robert Barnard        | A Scandal in Belgravia Scribner's, New York 1991                   |                                                                      |
| 1993 | John Dunning          | Booked to Die Scribner's, New York 1992                            |                                                                      |
| 1994 | Aaron Elkins          | Old Scores Scribner's, New York 1994                               | Alte Meister Heyne, München 1996                                     |
| 1995 | Sharyn McCrumb        | She Walks These Hills Scribner's, New York 1994                    | Schatten über den Bergen Rowohlt, Reinbek 1995                       |
| 1996 | Laurie R. King        | A Monstrous Regiment of Women St. Martin's Press, New York 1995    | Tödliches Testament Rowohlt, Reinbek 1997                            |
| 1997 | Michael Connelly      | The Poet Little, Brown & Co., Boston 1996                          | Der Poet Heyne, München 1998                                         |
| 1998 | Dennis Lehane         | Sacred William Morrow, New York 1997                               | In tiefer Trauer Ullstein, Berlin 1999                               |
| 1999 | Jeffery Deaver        | The Bone Collector Viking, New York 1997                           | Die Assistentin Goldmann, München 1999                               |
| 2000 | Fred R. Harris        | Coyote Revenge HarperCollins, New York 1999                        |                                                                      |
| 2001 | Laura Lippman         | Sugar House William Morrow, New York 2000                          |                                                                      |
| 2002 | Linda Fairstein       | The Deadhouse Scribner's, New York 2001                            | Das Totenhaus Heyne, München 2001                                    |
| 2003 | S. J. Rozan           | Winter and Night St. Martin's Minotaur, New York 2002              |                                                                      |
| 2004 | Walter Mosley         | Fear Itself Little, Brown & Co., Boston 2003                       |                                                                      |
| 2005 | Lee Child             | The Enemy Bantam Books, New York 2004                              | Die Abschussliste Blanvalet, München 2006                            |
| 2006 | Tess Gerritsen        | Vanish Ballantine, New York 2005                                   | Scheintot Limes, München 2006                                        |
| 2007 | Julia Spencer-Fleming | All Mortal Flesh St, Martin's Minotaur, New York 2006              | Wer mit Schuld beladen ist Droemer Knaur, München 2009               |
| 2008 | Jonathan Santlofer    | Anatomy of Fear William Morrow, New York 2007                      |                                                                      |
| 2009 | Joseph Teller         | The Tenth Case Mira Books, Ontario/Canada 2008                     | Der zehnte Fall Cora, Hamburg 2010                                   |
| 2010 | Brad Parks            | Faces of the Gone Minotaur Books, New York 2009                    |                                                                      |
| 2011 | Louise Penny          | Bury Your Dead Minotaur Books, New York 2010                       |                                                                      |
| 2012 | Dana Stabenow         | Though Not Dead Minotaur Books, New York 2011                      |                                                                      |
| 2013 | Chris Knopf           | Dead Anyway The Permanent Press, Sag Habour / New York 2012        | Head Shot Knaur, München 2014                                        |
| 2014 | David Morrell         | Murder as a Fine Art Little, Brown & Co., New York 2013            | Der Opiummörder Knaur, München 2015                                  |
| 2015 | John Verdon           | Peter Pan Must Die Crown Publishing Group, New York 2014           | Die Unbarmherzigkeit des Augenblicks Heyne, München 2015             |
| 2016 | David C. Taylor       | Night Life Forge, New York 2015                                    |                                                                      |
| 2017 | Al Lamanda            | With 6 You Get Wally Five Star, Farmington Hills/Michigan 2016     |                                                                      |
| 2018 | Stephen Mack Jones    | August Snow Soho Crime, New York 2017                              |                                                                      |
| 2019 | Walter Mosley         | Down the River Unto the Sea Mulholland Books, New York 2018        |                                                                      |
| 2020 | David Baldacci        | One Good Deed Grand Central Publishing, New York 2019              |                                                                      |
| 2021 | Stephen Spotswood     | Fortune Favors the Dead Doubleday, New York 2020                   | Die Tote auf dem Maskenball Blanvalet, München 2022                  |
| 2022 | Michael Sears         | Tower of Babel Soho Press, New York 2020                           |                                                                      |

### Auszeichnung für das Lebenswerk – Archie Goodwin Award – Lifetime Achievement Award
(postume, unregelmäßige Verleihung)
| Jahr | Preisträger                                         |
| ---- | --------------------------------------------------- |
| 2005 | Rex Stout, Agatha Christie und Arthur Conan Doyle   |
| 2007 | Dorothy L. Sayers                                   |
| 2011 | Dashiell Hammett, Robert B. Parker und Ellery Queen |

### Bestes unveröffentlichtes Erstlingswerk – Black Orchid Award
| Jahr | Preisträger                | Originaltitel Anthologie                                                                     |
| ---- | -------------------------- | -------------------------------------------------------------------------------------------- |
| 2007 | John Gregory Betancourt    | Horse Pit Alfred Hitchcock Mystery Magazine, Juli/August 2008                                |
| 2008 | Michael Nethercott         | O'Nelligan's Glory Alfred Hitchcock Mystery Magazine, Juli/August 2009                       |
| 2009 | Steve Liscow               | The Stranglehold Alfred Hitchcock Mystery Magazine, Juli/August 2010                         |
| 2010 | Bradley Crowther           | Politics Make Dead Bedfellow Alfred Hitchcock Mystery Magazine, Juli/August 2011             |
| 2011 | James Lincoln Warren       | Inner Fire Alfred Hitchcock Mystery Magazine, Juli/August 2012                               |
| 2012 | Robert Lopresti            | Red Envelope Alfred Hitchcock Mystery Magazine, Juli/August 2013                             |
| 2013 | Susan Thibadeau            | The Discarded Spouse Alfred Hitchcock Mystery Magazine, Juli/August 2014                     |
| 2014 | K. B. McAbee               | Dyed to Death Alfred Hitchcock Mystery Magazine, Juli/August 2015                            |
| 2015 | Mark Thielman              | A Meter of Murder Alfred Hitchcock Mystery Magazine, Juli/August 2016                        |
| 2016 | Steve Liskow               | Look What They’ve Done to My Song, Ma Alfred Hitchcock Mystery Magazine, Juli/August 2017    |
| 2017 | Mark Thielman              | The Black Drop of Venus Alfred Hitchcock Mystery Magazine, Juli/August 2018                  |
| 2018 | Mark Bruce                 | Minerva James & the Goddess of Justice Alfred Hitchcock Mystery Magazine, Juli/August 2019   |
| 2019 | Ted Burge                  | The Red Taxi Alfred Hitchcock Mystery Magazine, Juli/August 2020                             |
| 2020 | Tom Larsen                 | El Cuerpo en el Barril (The Body in the Barrel) Alfred Hitchcock Mystery Magazine, Juli 2021 |
| 2021 | Alexis Stefanovich-Thomson | The Man Who Went Down Under Alfred Hitchcock Mystery Magazine, Juli 2022                     |
| 2022 | Jacqueline Freimor         | The Case of the Bogus Cinderellas Alfred Hitchcock Mystery Magazine, Juli 2023               |